# Giovanni Maria Visconti
Giovanni Maria Visconti (n. 7 septembrie 1388, Abbiategrasso – d. 16 mai 1412, Milano), aparținând familiei Visconti, a fost Duce de Milano din 1402 până în 1412.

## Biografie
Giovanni Maria a fost fiul ducelui Gian Galeazzo Visconti și al Caterinei Visconti, fiica lui Bernabò Visconti.
Când tatăl său a murit la 3 septembrie 1402, Giovanni Maria nu împlinise încă vârsta de paisprezece ani. Mama sa a devenit regenta Ducatului de Milano.
Giovanni Maria se afla după moartea tatălui său într-o poziție de subordonare absolută față de mama sa și față de consilierii săi (în primul rând Francesco Barbavara) care își asumaseră conducerea ducatului. În plus, Gian Galeazzo Visconti stabilise ca Giovanni Maria să iasă de sub tutelă la vârsta de douăzeci de ani (vârstă stabilită pentru Filippo Maria la doar cincisprezece ani - o discrepanță de tratament care reliefează o evaluare diferită a abilităților celor doi moștenitori). Grija mamei sale a fost în primul rând o pacificare rapidă cu dușmanii pentru a preveni atacurile externe. Deja la 18 septembrie 1402 ducesa a numit procuratori pentru a ajunge la o înțelegere cu Florența, Padova și Veneția însă abia cu ajutorul lui Francesco Novello de Carrara a fost semnată pacea la 7 decembrie 1403. Florența și papalitatea și-au unit forțele pentru a alunga familia Visconti din Umbria și Toscana. Profitând de criza financiară gravă cu care se confrunta ducatul au forțat-o pe Caterina să vândă bijuteriile familiei și să înstrăineze domenii și castele pentru a obține bani reușind, de asemenea, să-i câștige de partea lor pe principalii susținători ai familiei Visconti între care se afla și Carlo Malatesta din Rimini. În acest context la Milano a izbucnit o revoltă, condusă de doi exponenți ai familiei Visconti, Antonio și Francesco, susținători ai lui Bernabò Visconti, care după moartea lui Gian Galeazzo au văzut posibilitatea de a ajunge la putere. Prin urmare, ei au fost cei care au provocat revolta împotriva lui Francesco Barbavara, acuzat că a trădat ordinea și securitatea familiei Visconti în favoarea ghibelinilor. Nu le-a fost greu să găsească în familiile milaneze importante (ca Porro, Aliprandi, Baggio, Arese) sentimente de aversiune față de străinul Francesco Barbavara, pe care Gian Galeazzo îl ridicase la rangul de „primus camerarius” și căruia ducesa Caterina îi încredințase de facto guvernarea ducatului.
Toate domeniile, orașele și localitățile Ducatului de Milano erau într-o stare de agitație iar criza instituțională a regenței părea să redeschidă ambițiile politice cărora Gian Galeazzo le pusese capăt prin acțiunea sa energică. Deși multe domenii s-au grăbit să jure credință noului duce, deja la sfârșitul anului 1402 ecourile reapariției violenței, ciocnirile dintre familii și dintre facțiuni au ajuns la Milano ca un scârțâit sinistru care anunța prăbușirea structurală a clădirii „statului Visconti”.
În acest context, frații Francesco și Antonio Visconti au profitat de ocazie pentru a lua măsuri împotriva lui Francesco Barbavara. La 23 iunie 1403 Consiliul de Regență, în prezența ducesei, bazându-se și pe sprijinul cetățenilor milanezi, acesta a fost acuzat că a urmărit îmbogățirea personală și că este principalul responsabil pentru greaua povară fiscală din ultimi ani. Astfel a fost aprinsă pulberea conflictului. Pentru a calma spiritele Caterina a ieșit pe străzile orașului însoțită de fiul său, Giovanni Maria, și în această situație tânărul duce a fost auzit strigând „mora li Barbavari”. Sursele spun foarte puțin despre această poziție a lui Giovanni care până atunci fusese inactiv. Evenimentele ulterioare (expulzarea și alungarea lui Barbavara, intrarea în Consiliul de Regență a liderilor revoltei, remiterea anumitor datorii fiscale la solicitarea organelor municipale milaneze, în ciuda proastei situații financiare) arată că ducesa și moștenitorul erau de fapt ostatici ai politicii rebelilor.
Evenimentele din Milano au dat tonul începerii revoltelor care au dus la redefinirea identităților facționale. În vara anului 1403 Brescia, Lodi, Piacenza, Parma, Cremona și Soncino au căzut în mâinile guelfilor, în timp ce ghibelinii au ocupat Como. Chiar și cei ce se declaraseră până atunci susținători ai familiei Visconti, au profitat de ocazie pentru a-și asuma guvernarea directă a orașelor (de exemplu Pandolfo Malatesta după ce a înnăbușit rebeliunea din Brescia, a intrat în posesia ei). În Florența multe familii nobiliare erau gata să trădeze tradiția de susținere a guelfilor pentru a obține ajutor.
Atunci când presiunea externă s-a redus, ducesa Caterina a decis să ia măsuri și pe 6 ianuarie 1404 a ordonat arestarea și decapitarea liderilor revoltei. Francesco Barbavara, rechemat de ducesă, s-a întors la Milano, dar dușmanii săi nu au renunțat. Ghibelinul Castellino Beccaria, care-l manevra pe tânărul conte de Pavia, Filippo Maria, cu a cărui educație și supraveghere fusese însărcinat, a obținut arestarea lui Manfred Barbavara și i-a sugerat lui Giovanni Maria, prin fratele său, Filippo, să-l captureze pe Francesco Barbavara. În această situație, a ieșit la iveală slăbiciunea tinerilor prinți aflați din ce în ce mai mult aflați la dispoziția unor familii locale puternice. Trimis la Milano ca reprezentant al lui Filippo, Castellino Beccaria a reușit să-i determine pe frații Antonio și Francesco Visconti să-i recheme pe ceilalți cetățeni milanezi ghibelini. Pentru a doua oară Giovanni Maria a intrat în conflict cu mama sa care îl susținea pe Francesco Barbavara, dar ruptura dintre cei doi a fost de data aceasta mai profundă. Deja în iulie 1403 în documentele ducale emise n-a mai apărut consimțământul ducesei în calitatea ei de curator pentru Giovanni, semn al dorinței de emancipare a forțelor care urmăreau înlăturarea ducesei de la regență deoarece tânărul moștenitor urma fidel politica mamei sale. De această criză au profitat dușmanii externi și interni (ca de exemplu familia Carrara), care au încercat să atace Milano având încredere în sprijinul guelfilor din oraș. La începutul lui 1404 familia Visconti mai stăpânea doar câteva domenii în Piemont, orașele Bergamo, Milano și Pavia, care erau dominate de facțiuni locale. Afectată de atitudinea fiului ei, Giovanni, și de puterea covârșitoare a ghibelinilor, probabil Caterina s-a retras de bunăvoie în cetatea Monza în vara anului 1404, unde a murit în mod misterios la 17 octombrie al aceluiași an, probabil otrăvită din ordinul lui Giovanni.
Eliberat astfel de tutela mamei sale, ducele s-a trezit dependent de mila lui Antonio și a lui Francesco Visconti. Având nevoie de sprijin pentru a se opune lui Pandolfo Malatesta, (acum stăpân în Brescia) sprijin ce îi fusese promis de moștenitorii lui Bernabò Visconti, Giovanni Maria a fost forțat la 4 noiembrie 1404 să facă importante concesiuni teritoriale lui Mastino Visconti și lui Estorre Visconti în timp ce Giovanni, fiul lui Carlo Visconti (numit și Giovanni Piccinino) a primit orașul Brescia.
Acesta a fost doar începutul pierderii echilibrului politic existent anterior. Giovanni a ordonat distrugerea cetății Porta Vercellina, una dintre principalele garnizoane militare din Milano. Realizarea acestei politici de dizolvare a ducatului au fost amplele concesii pentru orașul Milano începând cu vânzarea tuturor activelor fiscale în schimbul a 16 000 de florini pe lună. Orice privilegiu fiscal acordat de duce trebuia să primească autorizarea organelor municipalității care în schimb îl sprijinea pe duce pentru aprobarea cheltuielilor. 
De la sfârșitul anului 1405 schimbările politice au urmat frenetic, dezvăluind incapacitatea lui Giovanni Maria de a-și urma propria politică și condiționarea puternică pe care forțele o exercitau asupra tânărului prinț. Probabil mânat de acei cetățeni intoleranți la tirania lui Antonio și Francesco Visconti, Giovanni Maria l-a numit pe fratele său vitreg, Gabriele Maria, fiul natural al tatălui său, în funcția de guvernator general al ducatului. Antonio și Francesco Visconti au fost îndepărtați, dar Gabriele Maria însuși în dezacord cu Giovanni a abandonat Milano în 1406. Între timp, un nou consilier și-a făcut loc ajungând la guvernare: Carlo Malatesta. Figură fidelă lui Gian Galeazzo, el se retrăsese de la curtea familiei Visconti după moartea acestuia, dar într-un moment de mare dificultate noul duce a considerat potrivit să-și amintească de omul care își dovedise loialitatea. Malatesta a reușit ca în vara lui 1406 să ajungă la un armistițiu cu stăpânii din Lodi, Crema și Cremona. Un decret din 28 august a încercat apoi să aducă pacificarea orașului Milano stabilind o distincție între diferitele grade de gravitate a crimelor pentru a favoriza întoarcerea celor exilați. Rolul orașului Milano, crescut enorm în timpul lui Gian Galeazzo, a fost redus de Giovanni prin suprimarea la 19 ianuarie 1408 a Consiliul format din 900 de membri pe care l-a înlocuit cu unul mai mic compus din 72 de membri aleși direct de duce.
La începutul lui 1407 războiul s-a declanșat din nou. Francesco și Antonio Visconti și Gabriele Maria însuși, au găsit sprijin în cel ce devenise cel mai puternic dintre lideri: condotierul Facino Cane. În februarie, în fruntea unui contingent de câteva mii de oameni acesta a pornit împotriva milanezilor, dar pe care nu i-a atacat, limitându-se la a-i impune lui Giovanni să permită întoarcerea celor fugiți și să-i acorde titlul de căpitan general. În această calitate Facino Cane a încercat să contracareze ofensiva lui Pandolfo Malatesta, dar fără niciun rezultat. El a abandonat ducatul și s-a întors în fiefurile sale din Piemont. În acest timp alți capi ai revoltelor, deveniți liberi să se deplaseze, au pornit spre Milano amenințând cu jaful.
Giovanni Maria nu părea să poată reacționa; el a avut încredere în ghibelini, dar pentru că ei nu au acceptat armistițiul cerut de duce, au fost alungați. Giovanni Maria, incapabil să se elibereze de facțiuni, a cerut apoi medierea ducelui Ludovic de Orléans (a cărui soție era Valentina, sora sa vitregă). Negocierile au început în 1407, dar au fost întrerupte de opoziția lui Carlo Malatesta și de asasinarea lui Ludovic de Orléans. Antonio Della Torre a fost o nouă figură a anturajului ducelui apărut după ce Carlo Malatesta a părăsit Milano în vara anului 1408. Convins acum că poate exercita influență asupra lui Giovanni chiar și de la distanță, mai ales după ce aranjase căsătoria dintre acesta și nepoata sa Antonia, fiica signorului Malatesta din Cesena (1 iulie 1408), Carlo s-a întors în teritoriul său. Pentru a-l supraveghea pe duce era suficientă prezența la curte a socrului său, dar mai ales cea a lui Pandolfo Malatesta, stăpânul necontestat din Brescia. Cu toate acestea, înainte de a pleca a luat o măsură de precauție pentru Giovanni: un soi de testament politic în care par să fi fost adunate toate acele precepte ale bunei guvernări despre care nu se poate spune că inspiraseră politica ducelui până atunci.
În martie 1409 s-a format o ligă împotriva lui Facino Cane. Pandolfo Malatesta a fost trimis împotriva acestuia, dar cei doi au găsit în scurt timp un acord și un obiectiv comun. La 7 aprilie 1409 Pandolfo a intrat în Milano, în timp ce Facino a rămas campat în afara porților orașului. Giovanni Maria, din nou încolțit, a trebuit să se împace cu cei doi acordând în special lui Facino Cane fiefurile din Varese, Castiglione, Lonate Pozzolo și alte domenii. Puterea lui Facino a crescut în lunile următoare până când a reușit să-și asume titlul de guvernator al ducatului de Milano.
Împărțirea puterii între duce și guvernator a fost aproape egală. Facino Cane, acum arbitru al politicii externe și interne a ducatului, poseda în fapt domenii mai mari decât cele ale lui Giovanni Maria și probabil visa să primească vicariatul imperial de la regele romano-german Sigismund de Luxemburg. Giovanni la rândul său, simțind acest pericol, a încercat să-și captureze rivalul trădător pregătindu-i o capcană în Palazzo dell'Arengo la 5 aprilie 1410. Încercarea a eșuat și medierea ulterioară a venețienilor a dus la reafirmarea puterii lui Facino Cane. La 12 mai 1410 Giovanni i-a confirmat acestuia guvernarea pentru o perioadă de trei ani. Pe scurt, Facino avea ca țintă comitatul de Pavia, pe care l-a cucerit forțându-l astfel pe Filippo Maria să-i recunoască puterea. Lansat în cucerirea stăpânirii, Facino a condus atacul final împotriva moștenitorilor lui Bernabò și împotriva lui Pandolfo Malatesta, singurul capabil să-i reziste, dar când trupele sale asediau cetatea Bergamo, el a suferit un atac puternic de gută. Starea gravă în care se afla guvernatorul i-a alarmat pe ghibelinii milanezi, care s-au temut că dispariția acestuia l-ar putea îndrepta pe instabilul Giovanni Maria spre o nouă alianță cu guelfii. Identitatea celui care urma să moștenească familia Visconti tocmai se contura, iar facțiunea ghibellinilor părea să-i indice pe doi dintre descendenții lui Bernabò, Estorre și Giovanni, când la 16 mai 1412, în timp ce Giovanni Maria, aflat la Milano, mergea spre biserica San Gottardo, un grup de conspiratori ghibelini l-au înjunghiat mortal. Câteva ore mai târziu a murit și Facino Cane. Muribund, acesta le-a cerut ofițerilor săi să jure că-l vor susține Filippo Maria, iar soției sale, Beatrice Tenda, să se căsătorească cu noul duce după moartea sa, ceea ce s-a și întâmplat la scurt timp după aceea.
Deoarece Govanni Maria nu avea copii, fratele său, Filippo Maria Visconti, a fost cel care l-a succedat la putere în Ducatul de Milano.

## Concluzii
Giovanni Maria a lăsat ducatul în stare de dezmembrare. Moartea prematură a tatălui său l-a forțat să-și asume responsabilitatea guvernării la vârsta de aproape paisprezece ani. Nici Consiliul de Regență numit la acea vreme, împărțit între rivali și dușmăni, nu a fost un ajutor sigur pentru el. Circumstanțele atenuante sunt indubitabile, iar responsabilitățile lui Giovanni Maria au fost într-adevăr mari atât în ochii contemporanilor precum și în cei ai posterității. Eterogene, dar convergente, toate mărturiile au zugrăvit o personalitate fragilă, instabilă, predispusă la excese și izbucniri de mânie. Un prinț înconjurat de ogari și mastiffi - pe care obișnuia să-i hrănească cu dușmanii săi - el a fost incapabil să-și aleagă cu grijă consilierii și să-i folosească.
Se spune că în mai 1409, în timp ce orașul Milano era încă în război, oamenii înfometați au strigat „Pace! Pace!”, iar Giovanni Maria a trimis împotriva lor armata care a masacrat două sute de oameni. Drept urmare, el a interzis rostirea cuvintelor pace și război, instituind pentru încălcarea poruncii pedeapsa cu moartea prin spânzurătoare și forțând clerul să folosească în timpul liturghiei expresia „dona nobis tranquillitatem” în loc de cuvântul „pacem”.

## Căsătorii și descendenți
În 1408 Giovanni Maria s-a căsătorit cu Antonia, fiica lui Andrea Malatesta și a Rengardei de Imola. Andrea era fratele lui Carol I Malatesta, stăpân în Rimini, și al Elisabetei de Mantua. Aceasta era, de asemenea, sora lui Francisc I Gonzaga (1366–1407), senior de Mantua, soțul Agnesei (c. 1362–1391), fiica lui Bernabò Visconti, pe care a decapitat-o în 1391, căsătorindu-se în 1393, cu Margherita Malatesta, sora lui Carol I Malatesta. Paralel cu dubla alianță dintre familiile Gonzaga și Malatesta, familia Gonzaga s-a înrudit din nou cu familia Visconti după episodul sângeros al morții lui Agnes.
Giovanni Maria și Antonia Malatesta nu au avut urmași.
După asasinarea lui Giovanni Maria în 1412, succesorul ducelui de Milano, Filippo Maria Visconti, i-a permis Antoniei să continue să participe la guvernarea ducatului timp de câteva luni. Deși s-a retras curând la Cesena, Antonia și-a păstrat titlul de Ducesă de Milano.